# Шаруваті кристали
Шарува́ті криста́ли (ШК) — це структури побудовані специфічними структурними елементам (шаровими пакетами), котрі складаються з одного або декількох моношарів. Завдяки цьому, вони займають проміжне місце між іонними та молекулярними кристалами, між двовимірними та тривимірними сполуками. В межах шарового пакету зв'язок між атомами сильний (іонно-ковалентний), а між шаровими пакетами — слабкий (типу ван-дер-ваальсового). Істотна анізотропія міжатомних взаємодій може пояснити значну кількість оптичних властивостей. В залежності від типу об'єднань окремих шарів (поворот відносно головної осі кристалу або зсув шару відносно один одного) з'являються різні поліпептидні модифікації кристала.